# 马保岭
马保岭（1970年7月—），男，汉族，山东鄄城人，中华人民共和国政治人物，中国共产党党员，法学学士学历。

## 人物经历
马保岭于1992年5月加入中国共产党，并于同年7月参加工作。2002年，马保岭出任菏泽市药品监督管理局（食品药品监督管理局）副局长、党组成员，2007年12月，调至莱芜市，并升任食品药品监督管理局局长、党组书记；2010年12月，转任莱芜市人民政府副秘书长，并兼任市政府办公室(市政府法制办公室)主任、党组副书记。2011年11月，转任中共莱芜市莱城区委副书记、副区长、区长。并于2013年当选为山东省十二届人大代表。2016年11月，升任中共莱芜市莱城区委书记。
2019年，中华人民共和国国务院同意撤销莱芜市建制，并将其全域并入济南市，莱城区亦易名为莱芜区，马保岭随即转任中共莱芜区党委书记，成为莱芜区并入济南后第一任区委书记。2019年7月，调任中共济南市章丘区委书记、区委党校校长、人武部党委第一书记。
2022年4月，升任济南市人民政府副市长。在任期间，马保岭主管济南市水务局、市农业农村局、市园林和林业绿化局、市市场监管局、市行政审批服务局，市南部山区管委会、莱芜高新区管委会，市供销社等部门。并负责联系市气象局、济南黄河河务局、市烟草专卖局、市水文局。2023年，转任中共济南市委常委、统战部部长。